# Microcytherura fulvoides
Microcytherura fulvoides is een mosselkreeftjessoort uit de familie van de Cytheruridae. De wetenschappelijke naam van de soort is voor het eerst geldig gepubliceerd in 1939 door Dubowsky.